# Fritz Haller (Architekt)

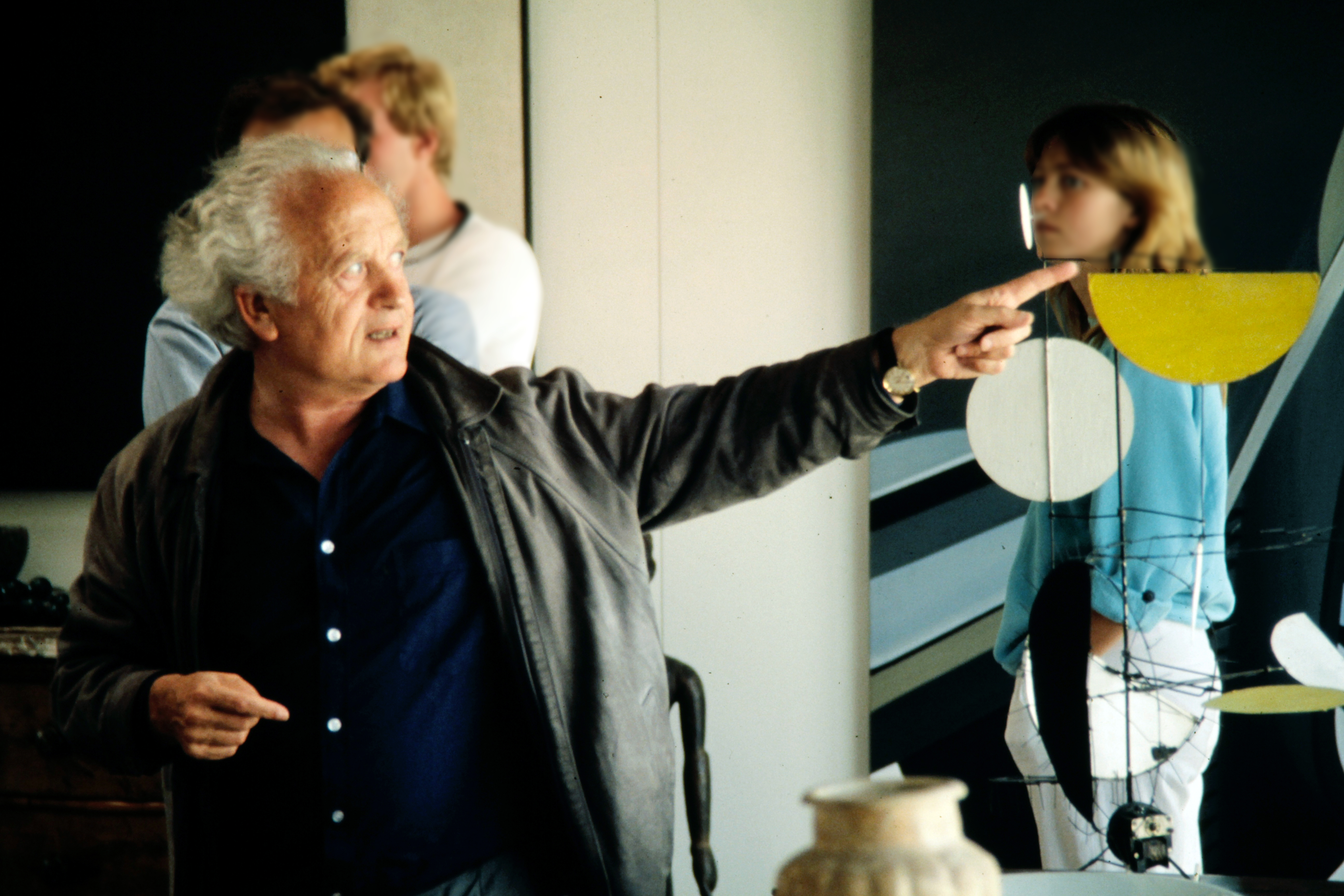
Fritz Haller, Exkursion mit Architekturstudenten der Universität Karlsruhe, im Wohnhaus Hafter, Solothurn (1984)

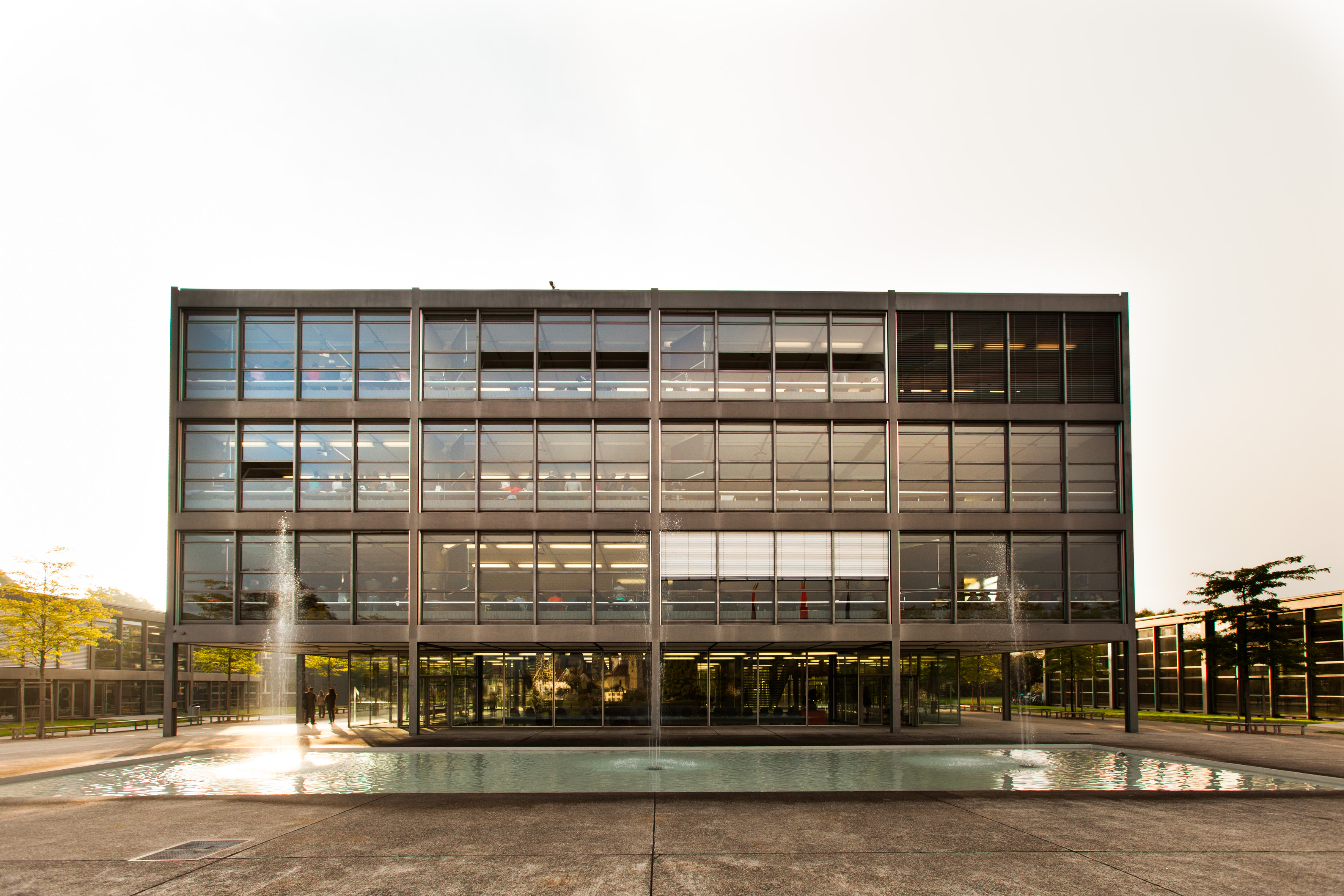
Kantonsschule Baden (1960–1964)

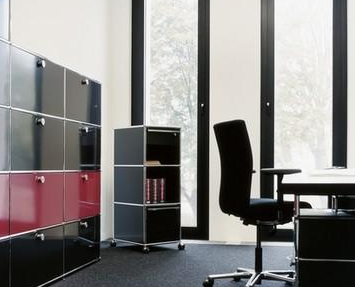
USM Haller

Fritz Haller (* 23. Oktober 1924 in Solothurn; † 15. Oktober 2012 in Bern) war ein Schweizer Architekt und Möbeldesigner. Er gilt als «Wegbereiter des industriellen Bauens und der integralen Planung» in der Schweiz.

## Leben
Fritz Haller ist der Sohn des Schweizer Architekten Bruno Haller (1892–1972). Nach einer Berufslehre als Bauzeichner (1941–1943) war er bis 1948 bei verschiedenen Architekten in der Schweiz, ab 1948/49 bei van Tijen en Maaskant in Rotterdam angestellt. Seit 1949 war er als selbstständiger Architekt in Solothurn tätig, bis 1962 gemeinsam mit seinem Vater. Von 1966 bis 1971 war Haller zeitweise freier Mitarbeiter am Bauforschungsinstitut von Konrad Wachsmann an der University of Southern California, Los Angeles. Von 1977 bis Anfang der 1990er Jahre lehrte er als ordentlicher Professor an der Fakultät für Architektur der Universität Karlsruhe und leitete dort das „Institut für Baugestaltung – Baukonstruktion und Entwerfen I“, ab 1990 das „Institut für Industrielle Bauproduktion“ (ifib).
Fritz Haller gilt neben Franz Füeg, Max Schlup, Alfons Barth und Hans Zaugg als bedeutendster Vertreter der sogenannten Solothurner Schule.

## Werk
In Zusammenarbeit mit Paul Schärer jun. entwarf Fritz Haller 1963 das weltweit verkaufte Stahlrohr-Möbelsystem USM Haller, mit dem bis heute Anwaltskanzleien, Arztpraxen, Büros usw. ausgestattet werden. Der Hauptfokus des Designers und Architekten Fritz Haller lag auf der ständigen Anpassbarkeit, Erweiterbarkeit und Veränderbarkeit seiner Systeme, die er grundsätzlich als Baukasten entwarf.
Ebenso wie die hoch-flexibel erweiter- und umbaubaren Stahlrohrmöbel entwarf Fritz Haller auch drei Gebäude-Baukästen für drei Gebäudeklassen, gefertigt von Ulrich Schärer CH-Münsingen (USM): USM-Haller-Mini (Wohnbauten, Büros usw.), USM-Haller-Midi (hochinstallierte Gebäude) und USM-Haller-Maxi (Industriebauten). Mit den Baukästen (F.H.: „Die allgemeine Lösung“) arbeiteten auch andere Architekten. Für einen Wettbewerb entwarf er eine wirklich gläserne, hochinstallierte Baukasten-Werkanlage nach den austauschbaren Prinzipien von Armilla für die Firma Braun in Melsungen (1986).
In Forschungsarbeiten, u. a. bei Konrad Wachsmann in Los Angeles (1966–71), befasste sich Fritz Haller mit stadtsozialen und stadtutopischen Projekten wie „Totale Stadt – ein Modell“ (Olten, 1968) und „Totale Stadt – ein globales Modell“ (Olten, 1975). Des Weiteren: „Umweltgestaltung einer prototypischen Raumkolonie“ (1980). Und er entwickelte „Armilla – ein Installationsmodell: Instrumentarium zur EDV-gestützten Planung von Leitungssystemen in hochinstallierten Gebäuden“ (seit 1982) – ein Planungssystem zur konfliktfreien Verlegung und Verwaltung aller Ver- und Entsorgungssysteme in Gebäuden. Fritz Haller entwickelte und realisierte allein in der Schweiz wohl über 100 Schulen, Verwaltungsgebäude, Fabriken, Banken, Bürohäuser und Wohngebäude.
Sein Möbelbausystem wird laufend erweitert und ausgebaut. Kunden können ihre Bauteile vom Anfang der 1960er Jahre bis heute verwenden und mit neu gekauften Teilen kombinieren (Schweizer Preis für Nachhaltigkeit).

## Bauten
- Primarschule Wasgenring Basel, Entwurf 1951, Bau 1953–1954
- Sekundarschule Wasgenring Basel, Projekt 1958, Bau 1960–1962
- Quartierschule Solothurn, Projekt 1956, Bau 1958–1959
- Schule Bellach bei Solothurn, Projekt 1958, Bau 1959–1960
- Kantonsschule Baden, Projekt 1960, Bau 1962–1964
- Betriebsanlage USM Münsingen, Projekt 1961, Bau 1963 1. BA., 1971 2. BA, 1979 3. BA, 1987 4. BA
- Bürogebäude Betriebsanlage USM Münsingen, Projekt 1961, Bau 1964
- Gebäude der ehemaligen Bank in Kriegstetten BiK, Kriegstetten, Projekt 1961, Bau 1962–1963
- Uhrenbänderatelier Frischknecht Dulliken, Projekt 1962, Bau 1963
- Betriebsanlage Maschinenfabrik Agathon Bellach, Projekt 1963, Bau 1965 1. BA, 1975 2. Ba, 1985 3. BA
- HTL Windisch, Projekt 1962, Bau 1964–1966
- Druckerei Peichär Saalfelden, Projekt 1966, Bau 1967
- Gastarbeiterwohnungen und Maschineneinstellhalle Haller Mellingen, Projekt 1967, Bau 1967
- Maschinenfabrik Hydrel Romanshorn, Projekt 1966, Bau 1967
- Wohnhaus Piguet Lostorf, Projekt 1967, Bau 1968
- Wohnhaus Schärer Münsingen, Projekt 1968, Bau 1969
- Wohnhaus Barth Niedergösgen, Projekt 1968, Bau 1969
- Büropavillon Imfeld Sarnen, Projekt 1969, Bau 1969
- Maschinenfabrik Mikron Boudry, Projekt 1969, Bau 1970 1. BA, 1980 2. BA, Erweiterungen  1985, 1990
- Lehr- und Forschungszentrum Dorigny (ETH Lausanne), Wettbewerbsprojekt 1970
- Büropavillon Mikron Boudry, Projekt 1970, Bau 1970
- Wohnhaus Fässler Mörigen, Projekt 1970, Bau 1971
- Auktionspavillon, Bausystem "Mini", Galerie Kornfeld Bern, Bau 1972
- Wohnhaus Mantanus Montreux, Projekt 1972, Bau 1973
- Wohnhaus Hafter Solothurn, Projekt 1976, Bau 1977
- SBB Ausbildungszentrum Löwenberg-Murten, Projekt 1978, Bau 1980–1982
- Betriebsanlage USM Bühl, Projekt 1982, Bau 1983 1. BA, 1987 2. BA
- Kantonsschule Solothurn, Wettbewerb 1984, Bau 1992–1993
- Werkanlage Braun Melsungen, Ideenwettbewerb 1986

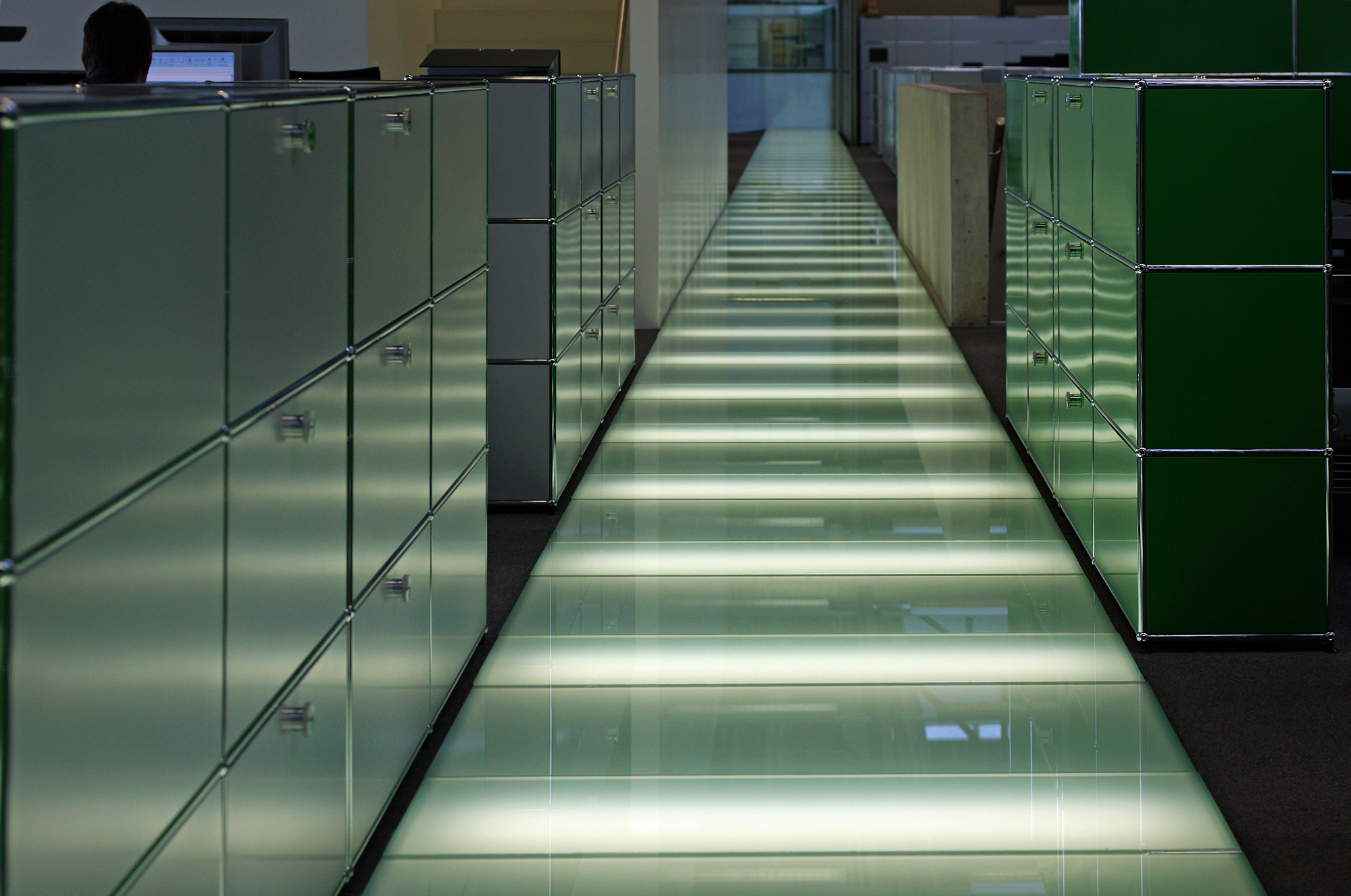
USM Muensingen, Bürohalle (1961–1964)
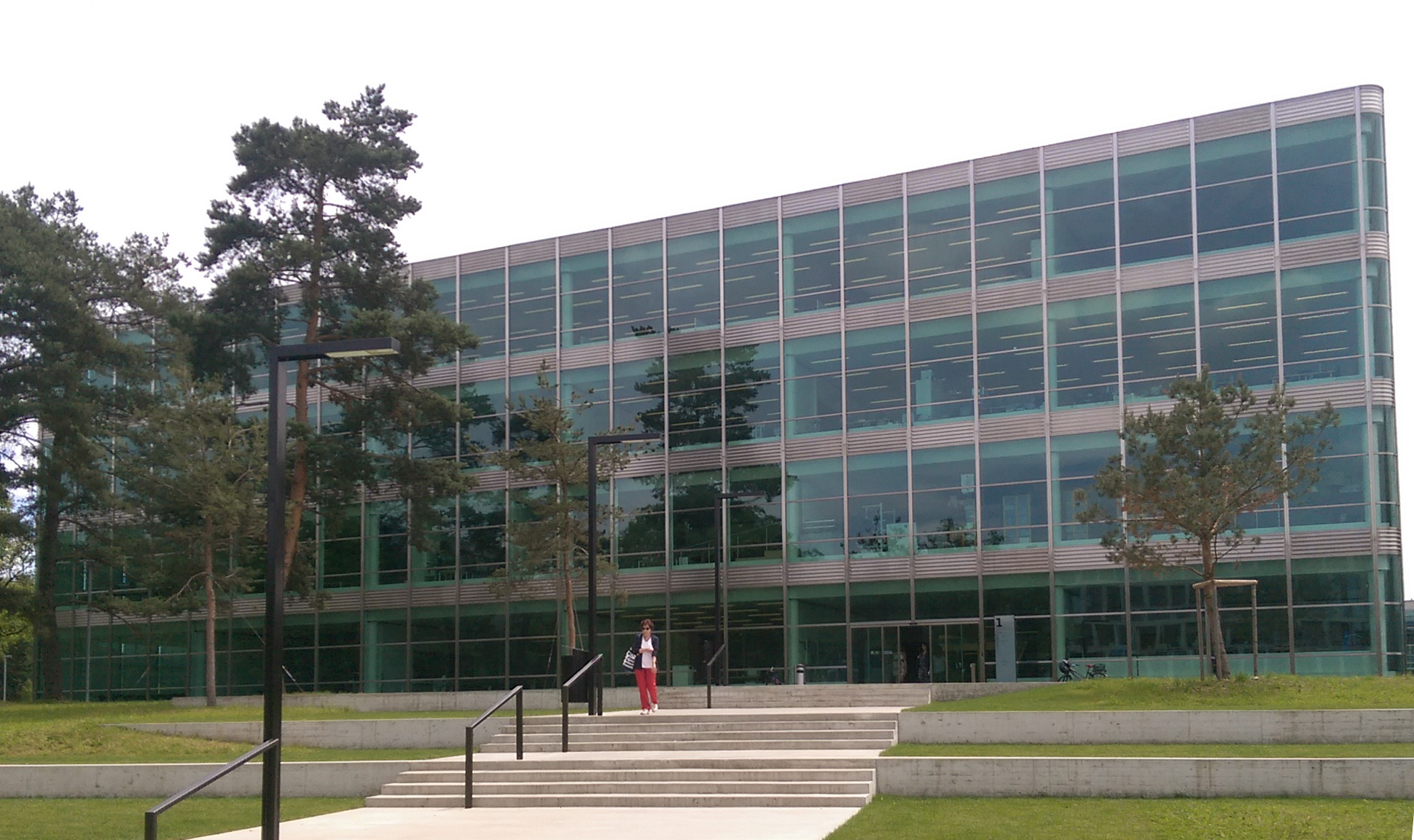
HTL Windisch (1964–1966)
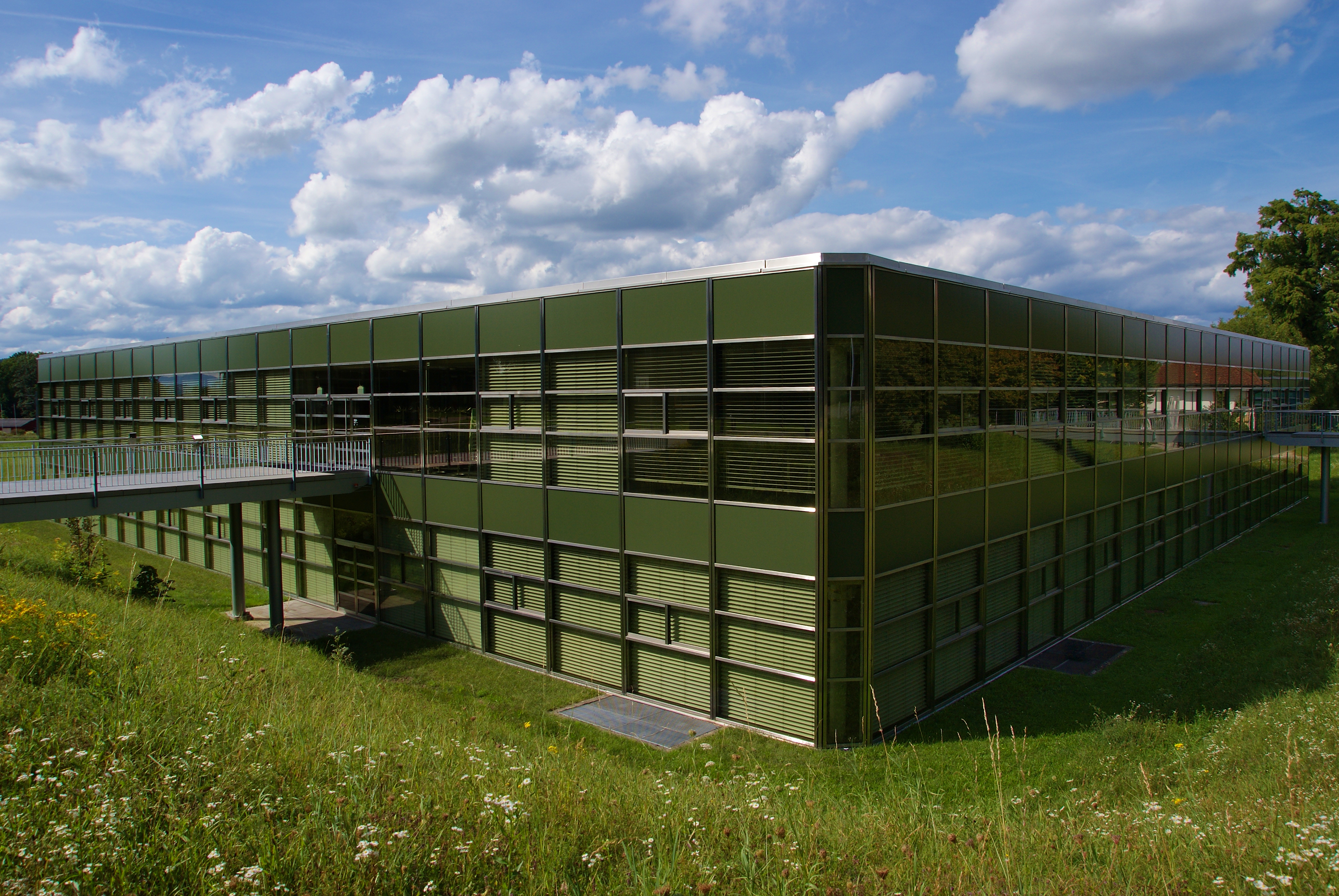
Centre Loewenberg, Hauptgebäude (1978–1982)
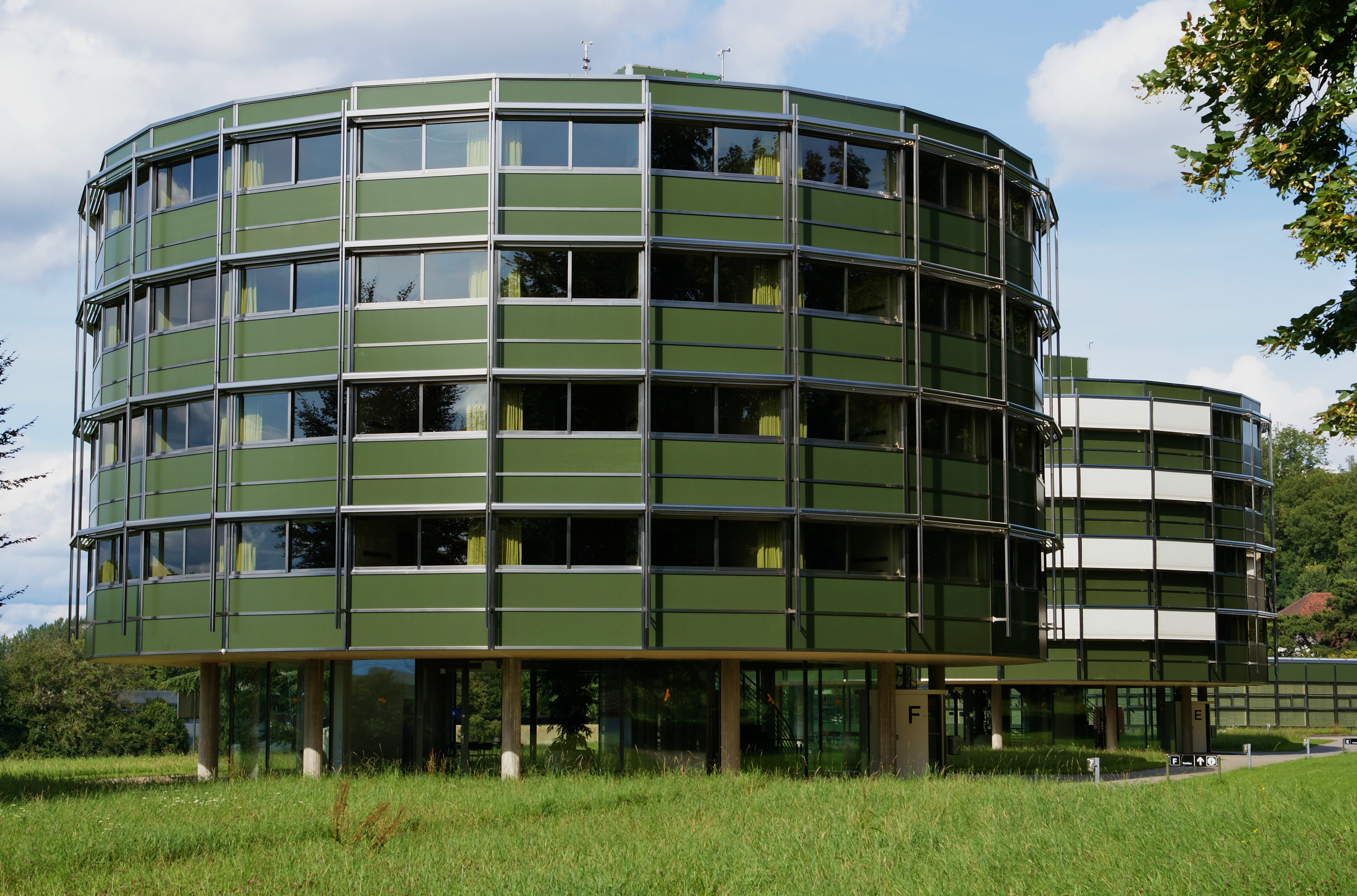
Centre Loewenberg, Wohnpavillons
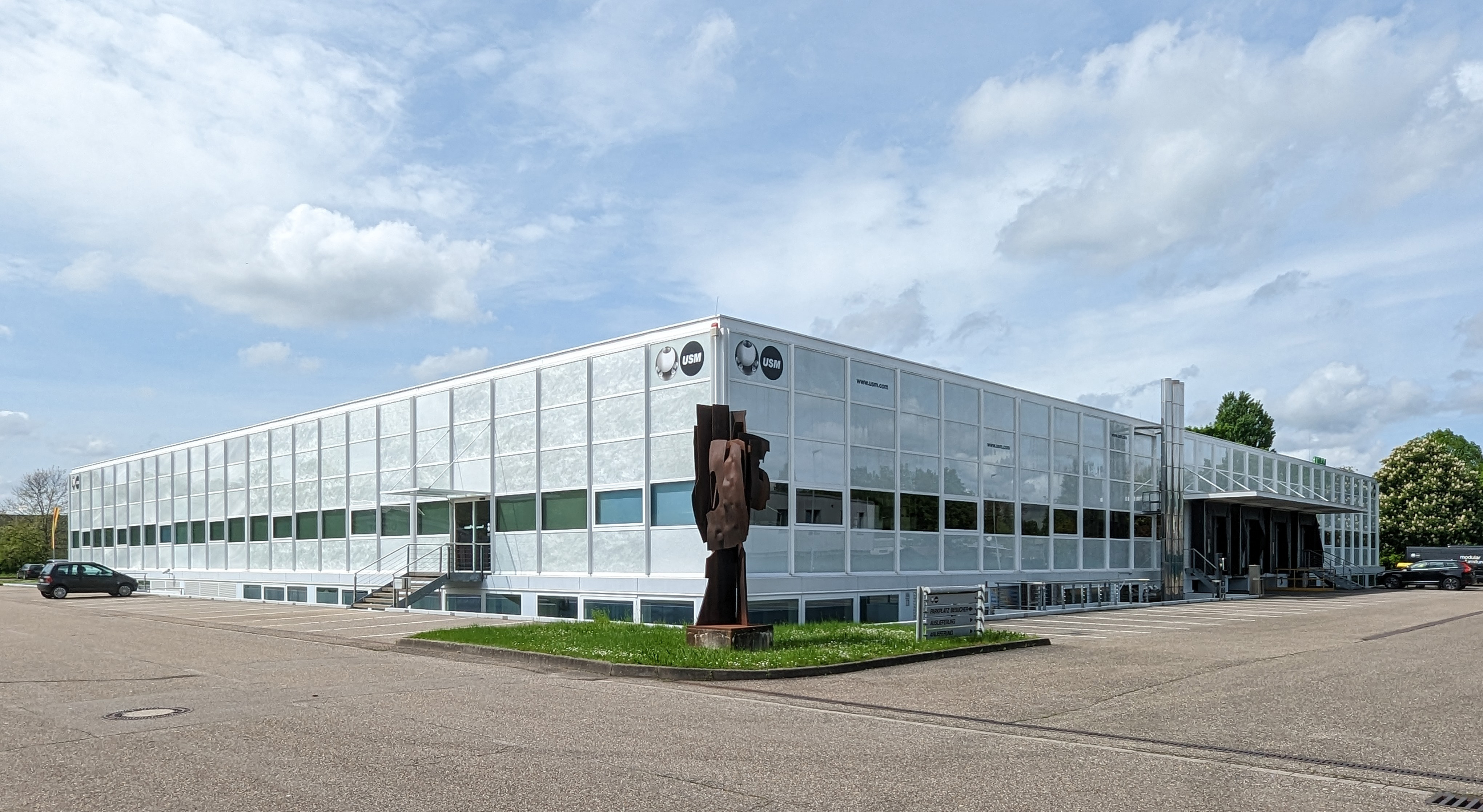
USM Bühl (Baden)

## Auszeichnungen
- 1971: Award for Designing the Haller-System des Resources Council Inc. USA
- 1973: Award for Best Design in Steel des American Iron and Steel Institute USA
- 1974: Honorarprofessor an der Universität Stuttgart
- 1976: Kunstpreis des Kantons Solothurn
- 1993: Ehrendoktorat der Universität Dortmund

## Ausstellungen
- Fritz Haller. Architekt und Forscher. Schweizerisches Architekturmuseum Basel, 17. Mai bis 24. August 2014[5]